# Appeville-Annebault
Appeville-Annebault är en kommun i departementet Eure i regionen Normandie i norra Frankrike. Kommunen ligger i kantonen Montfort-sur-Risle som tillhör arrondissementet Bernay. År 2022 hade Appeville-Annebault 996 invånare.

## Befolkningsutveckling
Antalet invånare i kommunen Appeville-Annebault
Referens:INSEE